# Арривабене, Фердинандо
Фердинандо Арривабене (итал. Ferdinando Arrivabene; 1770—1834) — итальянский юрист, поэт и литературовед, занимавшийся в основном историей искусств.

## Биография
Фердинандо Арривабене родился в Мантуе в 1770 году. После успешного окончания юридического факультета в Падуанском университете был принят на службу правительству Цизальпинской республики.
Во времена владычества Австрийской империи Фердинандо Арривабене был в 1800 году арестован по политическому обвинению и отправлен в тюрьму в Себенико, в Далмации. В заключении он написал канцону «La tomba di Sebenico», которая вызвала большой резонанс; в ней поэт выразил своё возмущение несправедливым заключением. Вскоре власти пошли на попятную, и Арривабене был освобождён из-под стражи.
В 1804 году Фердинандо Арривабене получил должность советника апелляционного суда в городе Лионе. Позднее был переведён с повышением в город Брешиа, где исполнял обязанности председателя городского суда по политическим преступлениям.
Вскоре после того, как австрийское правительство перевело Арривабене в Бергамо, он (в 1821 году) оставил службу и вернулся в родной город, чтобы всецело посвятить себя литературной деятельности.
Он написал «Il secolo di Dante» (Удине, 1827) и «Degli amori di Dante» (Мантуа, 1823). Помимо этого ему принадлежит юридическо-философский трактат «Sulla filantropia del giudice», который получил награду от Академии в Брешиа.
Во время совместной работы вместе с Фосколо, Никколино, и другими коллегами над обработкой большого сочинения «Iconografia d’Italia» Фердинандо Арривабене скоропостижно скончался 29 июня 1834 года, так и не успев закончить этот труд.